# Władysław Witkowski (redemptorysta)
Władysław Witkowski (ur. 8 stycznia 1936 w Paleśnicy, zm. 27 sierpnia 1973 w Warszawie) – redemptorysta, proboszcz parafii NNMB w Tuchowie, rektor klasztoru tuchowskiego, patron Zespołu Szkół w Karwodrzy.
Był rektorem klasztoru tuchowskiego. Przyczynił się do rozbudowy Sanktuarium MB Tuchowskiej oraz klasztoru Redemptorystów w Tuchowie. Za jego kustoszowania zbudowano m.in. pomieszczenia dzisiejszej szopki, Muzeum Misyjnego, Etnograficznego, jak i jadalnię pielgrzyma.  Zmarł na skutek ataku serca.